# Trantow (Sassen-Trantow)
Trantow – część gminy (Ortsteil) Sassen-Trantow w Niemczech, w kraju związkowym Meklemburgia-Pomorze Przednie, w powiecie Vorpommern-Greifswald, w Związku Gmin Peenetal/Loitz. Do 30 grudnia 2004 samodzielna gmina. Leży nad Pianą.